# Rukiye Yıldırım
Pour les articles homonymes, voir Yıldırım (homonymie).
Rukiye Yıldırım, née le 12 février 1991 à Ankara, est une taekwondoïste turque.

## Palmarès

### Championnats du monde
- Médaille d'argent dans la catégorie des moins de 46 kg des Championnats du monde 2022 à Guadalajara (Mexique)
- Médaille de bronze dans la catégorie des moins de 49 kg des Championnats du monde 2019 à Manchester (Royaume-Uni)
- Médaille de bronze dans la catégorie des moins de 46 kg des Championnats du monde 2011 à Gyeongju (Corée du Sud)

### Championnats d'Europe
- Médaille d'or dans la catégorie des moins de 49 kg des Championnats d'Europe extra 2019 à Bari (Italie)
- Médaille d'or dans la catégorie des moins de 46 kg des Championnats d'Europe 2010 à Saint-Pétersbourg (Russie)
- Médaille d'or dans la catégorie des moins de 46 kg des Championnats d'Europe 2018 à Kazan (Russie)
- Médaille de bronze dans la catégorie des moins de 46 kg des Championnats d'Europe 2012 à Manchester (Royaume-Uni)
- Médaille de bronze dans la catégorie des moins de 46 kg des Championnats d'Europe 2016 à Montreux (Suisse)

### Championnats d'Europe pour catégories olympiques
- Médaille d'or en 2015 à Naltchik (Russie), en catégorie des moins de 49 kg.

### Jeux méditerranéens
- Médaille d'or des moins de 49 kg aux Jeux méditerranéens de 2018 à Tarragone.
- Médaille d'argent des moins de 49 kg aux Jeux méditerranéens de 2013 à Mersin.

### Universiade
- Médaille de bronze des moins de 49 kg à l'Universiade d'été de 2015 à Gwangju.